# Tursun Beg
Tursun Beg fou un historiador musulmà del segle xv nascut a Bursa vers 1425; era nebot del governador de Brusa, Djubbe Ali i net d'un governador d'Iznik, Firuz Beg. Sembla que va exercir algun càrrec com defterdar d'Anatòlia. Retirat el 1480 es va instal·lar a Bursa. Vivia encara el 1491. Va escriure la Tarikh-i Ebu l-feth (Història de Mehmet el Conqueridor) que cobreix les campanyes militars del 1451 al 1481 i els set anys següents.